# 阿弥陀寺 (防府市)
阿弥陀寺（あみだじ）は、山口県防府市牟礼にある華厳宗の寺院。本尊は阿弥陀如来。アジサイの寺として知られる。

## 概要
1187年（文治3年）東大寺重源により、東大寺の周防別所として創建されたとされる寺。阿弥陀寺の住職は周防国の国司の任にあたった。1484年（文明16年）に焼失したが、大内氏の援助を受けて再興されている。かつては多くの塔頭を有していた。
東大寺再建のための木材伐り出しに従事する人夫たちのため、重源が設けたと言われる石風呂が文化財として残っている。また、後代に造られたもうひとつの石風呂があり、毎月第1日曜日には石風呂が焚かれるため、一般入山者でも有料（薪代）で入浴することができる。

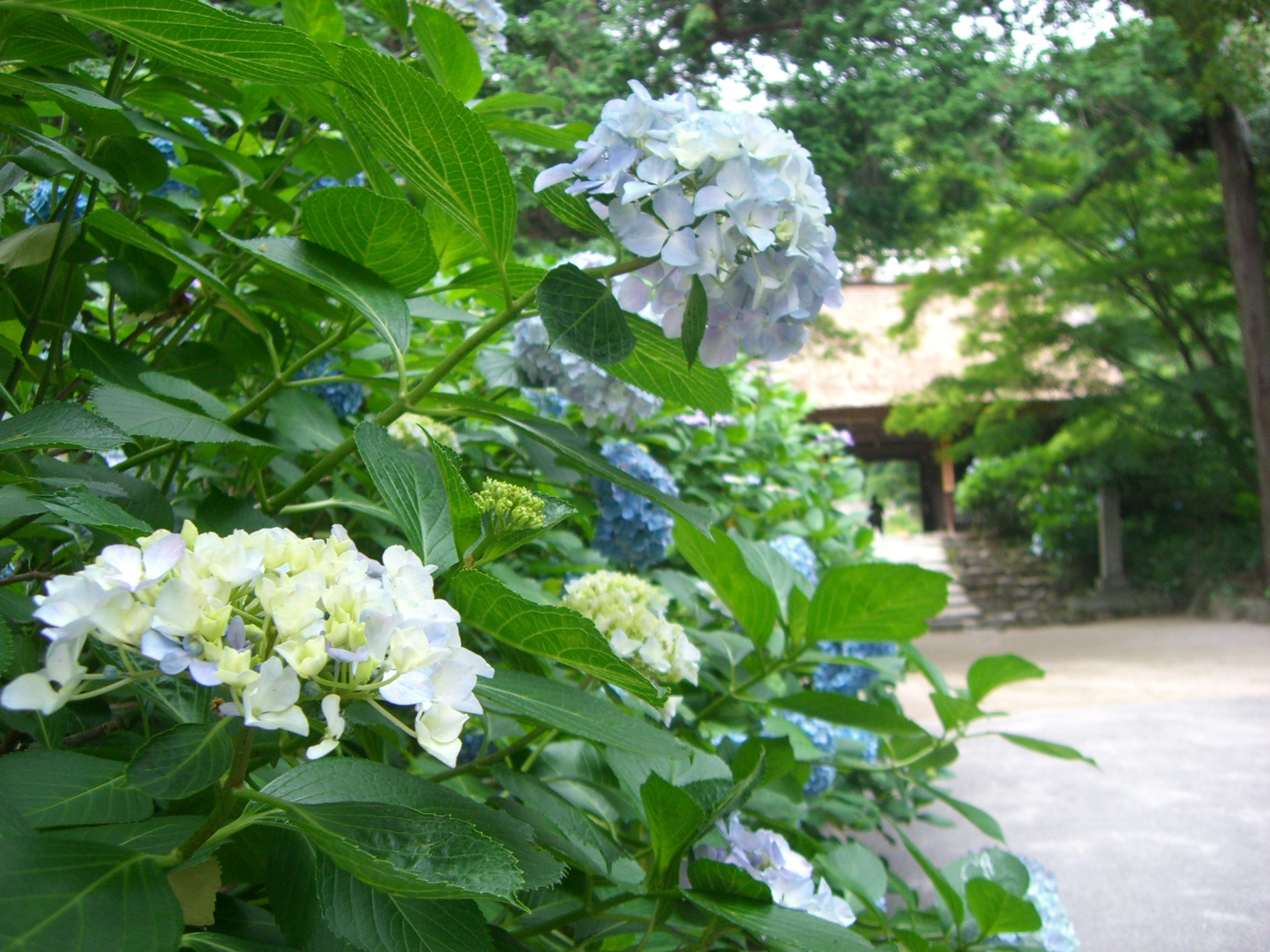
山門の前で咲いているアジサイ

1975年（昭和50年）頃よりアジサイの植樹が始まり、1988年（昭和63年）には防府商工会議所青年部なども植樹に参加。現在では80種・約4000株のアジサイが植えられて、アジサイ寺として知られるようになる。1989年（平成元年）以降は、毎年6月頃にアジサイ祭を開催する。
中門は1871年（明治4年）に東大寺所管の惣門を移設したもので、本堂は1731年（享保16年）に右田毛利家の毛利広政によって再建された。

## 文化財

### 国宝
- 鉄宝塔（水晶五輪塔共）

### 重要文化財
- 木造金剛力士立像
- 木造重源坐像
- 紙本墨書阿弥陀寺田畠注文並免除状
- 鉄印（東大寺槌印）

### 重要有形民俗文化財
- 阿弥陀寺の湯屋（附:旧湯釜、旧湯舟残欠）

### 市指定有形文化財
- 仁王門（1685年に右田領主毛利就信によって再建された[3]）
- 地蔵石仏[4]

### 市指定天然記念物
- 阿弥陀寺のヤマモモ[5]

## 交通
JR山陽本線防府駅より防長交通の防府天満宮・毛利邸方面の阿弥陀寺行きで終点下車目の前。